# Lago Iro
Lago Iro (en francés, Lac Iro ) es un lago que aparece de forma temporal en la región Moyen-Chari del sudeste de Chad. Durante el verano y el otoño, el lago se va llenando por el brazo oriental del Río Salamat, el cual se crea 7 kilómetros antes del lago. El lago se sitúa aproximadamente a 100 kilómetros de la frontera norte con la República Centroafricana. Tiene una forma casi circular con 13 kilómetros de largo y 11 de ancho. Durante la estación seca el lago se puede secar completamente.
Se sospecha que la depresión que da lugar al lago tiene su origen en el impacto de un meteorito.